# Chercheur indépendant
 (mars 2017).
Si vous disposez d'ouvrages ou d'articles de référence ou si vous connaissez des sites web de qualité traitant du thème abordé ici, merci de compléter l'article en donnant les références utiles à sa vérifiabilité et en les liant à la section « Notes et références ».
Un chercheur indépendant (en anglais independent scholar, en allemand Privatgelehrter) est une personne qui mène des recherches savantes en dehors des universités et des structures de recherches reconnues. Ces recherches peuvent être bénévoles ou financées par des groupements privés (entreprises, mécénats). Le chercheur indépendant peut être autodidacte ou, plus fréquemment, posséder une formation universitaire ou avoir déjà publié des travaux de recherches remarqués par la communauté officielle. Les résultats de ces travaux de recherche indépendante peuvent être diffusés ou non.
Aux États-Unis ainsi qu'à l'Université Simon Fraser canadienne, il existe des associations qui se proposent de regrouper et d'aider  les chercheurs indépendants.

## Histoire
Augmenter la connaissance et transmettre les acquis de ses découvertes est une particularité du genre Homo et en particulier d'Homo Sapiens[Quoi ?]. Nous ne saurons jamais lesquels de nos ancêtres ont œuvré à l'amélioration de la taille des silex, à la culture des céréales, ainsi qu'au premier repérage calendaire[style à revoir]. Par contre, notre histoire, est constellée de grands noms de ces chercheurs individuels : Héraclite, Thalès de Milet, Hippocrate, Paracelse, Avicenne, les alchimistes ainsi que de tous ces chercheurs anonymes, paysans, artisans, etc., précurseurs de la science moderne[style à revoir]. Au XIXe siècle on peut citer de grandes figures chercheurs indépendants tels qu'Arthur Schopenhauer, Søren Kierkegaard ou Charles Darwin.
Au XXe siècle, la recherche est un métier institutionnalisé (cf. Chercheur).

## Motivations
Les motivations de l'activité du chercheur indépendant sont diverses :
- le manque de qualification universitaire (habilitation) pour obtenir une chaire régulière dans un établissement d'enseignement supérieur ;
- le désir d'indépendance à l'égard des donneurs d'ordre publics, tant dans les contenus que dans la méthode (cf. Lanceur d'alerte par exemple);
- le manque de poste ou de chaire (maître de conférences, professeur, maître-assistant, etc.) malgré une qualification universitaire appropriée pour une activité d'enseignement régulière, que ce soit en raison du manque de postes à l'université, de publications scientifiques trop rares, etc. ;
- le manque de poste ou de chaire malgré une qualification universitaire appropriée en raison d'une discrimination politique, religieuse, ethnique ou liée au genre, ou pour tout autre sorte de handicap ou persécution de nature politique ;
- le désir d'indépendance financière (la rente de la retraite par exemple). Arrivé en fin de carrière professionnelle, un individu peut être motivé pour se lancer dans des recherches sur un thème où il a acquis un niveau d'expertise réel ;
- des problèmes de visas de travail à l'étranger. Certains chercheurs suivent leur conjoint à l'international et n'ont pas forcément les visas pour travailler et en profitent pour faire une recherche indépendante afin de favoriser cette expérience et pause dans leur parcours.
- le souhait de ne pas travailler dans une relation de subordination vis-à-vis d’une institution, de manière un peu similaire à un travailleur indépendant[3].

## Sociologie
La reconnaissance des résultats issus de chercheur indépendant est variable suivant les domaines et les pays.
Un chercheur indépendant peut être candidat à des colloques, être cité dans les Actes. Il peut aussi postuler pour publier ses travaux scientifiques dans des revues reconnues. En France, les médecins généralistes peuvent participer à des travaux de recherche de l'INSERM, ainsi que les astronomes amateur avec le CNRS.

## Contestation
L'expression « chercheur indépendant » se voit contestée par certaines personnes, en raison du caractère limitatif ou péjoratif que l'expression sous-entend. L'étiquette de chercheur indépendant est considérée comme étant un pis-aller dans le milieu de la recherche où l'absence d'affiliation universitaire ne semble pas rentrer dans la norme. Au-delà de la question du statut, c'est la symbolique de l'exclusion dans l'expression « chercheur indépendant » qui se trouve critiquée.